# Area Popolare
Area Popolare (AP) è stato un gruppo parlamentare italiano, presente nella XVII legislatura repubblicana in entrambi i rami del Parlamento, che riuniva al proprio interno i parlamentari di Nuovo Centrodestra e di Unione di Centro (e dopo l'uscita di quest'ultima dalla coalizione, brevemente quelli di Centristi per l'Europa), oltre ad alcuni esponenti indipendenti. È stata altresì una lista elettorale che ha partecipato alle elezioni regionali del 2015.

## Storia
Il gruppo parlamentare nasce il 16 dicembre 2014 ed al suo interno sono confluiti gli esponenti del Nuovo Centrodestra, dell'Unione di Centro e alcuni dissidenti moderati del Movimento 5 Stelle, Partito Democratico, Scelta Civica. Esso è dunque ufficialmente ispirato ai valori cristiano democratici e del Partito Popolare Europeo.
Alla costituzione dei gruppi parlamentari, alla Camera dei deputati ed al Senato della Repubblica si contano rispettivamente 35 deputati e 36 senatori.
Tuttavia, il 9 febbraio 2015 Barbara Saltamartini aderisce alla Lega Nord; il 29 luglio seguente anche il senatore Pietro Langella abbandona il gruppo per aderire ad Alleanza Liberalpopolare-Autonomie di Denis Verdini.
Alle elezioni regionali del 31 maggio 2015 Area Popolare si presenta unita in quattro regioni sulle sette totali chiamate al voto (Veneto, Liguria, Umbria, Puglia), ottenendo risultati modesti: In Veneto  sostiene la candidatura di Flavio Tosi (giunto quarto, dietro a Luca Zaia, Alessandra Moretti e Jacopo Berti) e la lista complessivamente ottiene il 2,04% eleggendo un consigliere; in Liguria (a sostegno di Giovanni Toti, successivamente risultato vincente) la lista ottiene l'1,71% non avendo diritto ad alcun consigliere, tuttavia ne elegge uno grazie al listino bloccato del presidente; in Umbria (a sostegno di Claudio Ricci, perdente contro Catiuscia Marini) la lista ottiene il 2,64% non eleggendo alcun consigliere; in Puglia (a sostegno di Francesco Schittulli, giunto terzo dietro a Michele Emiliano e Antonella Laricchia), infine,presenta una lista comune con il movimento del candidato Schittulli e denominata "Movimento politico Schittulli - Area Popolare" (a cui non aderisce però l'Unione di Centro che invece si schiera con la lista "Popolari" a favore del centro-sinistra) ottenendo complessivamente il 6,04% dei consensi ed eleggendo quattro consiglieri (due del Nuovo Centrodestra e due del Movimento Schittulli).

### Il referendum costituzionale e la fine dell'alleanza NCD-UdC
In occasione del referendum costituzionale  del 2016 l'alleanza si divide inaspettatamente: NCD sostiene il SI, mentre l'UDC si schiera per il NO.
In seguito alla vittoria del NO al referendum il segretario dell'UDC Lorenzo Cesa annuncia quindi l'uscita del partito dalla coalizione.
In seguito a ciò i quattro deputati dell'UDC Paola Binetti, Giuseppe De Mita, Rocco Buttiglione e Angelo Cera e il senatore Antonio De Poli lasciano il gruppo di Area Popolare e passano al gruppo misto.
Il senatore Pier Ferdinando Casini ed i deputati Gianpiero D'Alia e Ferdinando Adornato, eletti con l'UDC e favorevoli alla prosecuzione dell'alleanza con NCD e il centro-sinistra, abbandonano il partito e fondano un nuovo movimento: Centristi per l'Europa.
Dopo lo scioglimento del Nuovo Centrodestra anche il progetto di Area Popolare si conclude mestamente. A fine marzo il gruppo parlamentare muta denominazione in "Alternativa Popolare-Centristi per l'Europa-NCD".

## Capigruppo parlamentari
- Camera dei deputati
  - Enrico Costa (pro tempore, 18 novembre 2013 - 5 marzo 2014, gruppo denominato Nuovo Centrodestra)
  - Nunzia De Girolamo (6 marzo 2014 - 8 aprile 2015)
  - Maurizio Lupi (9 aprile 2015 - 22 marzo 2018)
- Senato della Repubblica
  - Laura Bianconi (pro tempore, 18 novembre 2013 - 22 novembre 2013, gruppo denominato Nuovo Centrodestra)
  - Maurizio Sacconi (22 novembre 2013 - 5 febbraio 2015)
  - Renato Schifani (11 febbraio 2015 - 19 luglio 2016)
  - Laura Bianconi (19 luglio 2016 - 22 marzo 2018)

## Nelle istituzioni

### Camera dei deputati
| XVII legislatura |
| ---------------- |
| 27 deputati      |

### Senato della Repubblica
| XVII legislatura |
| ---------------- |
| 27 senatori      |